# Customer insight
Customer (nebo consumer) insight (CI, česky „pohled na zákazníka nebo spotřebitele“) je termín v současné době[kdy?] hojně používaný v oblasti marketingu, vývoje produktů a řízení vztahů se zákazníkem (Customer relationship management, CRM). Smyslem CI je obchodní využití existujících dat o klientech nebo potenciálních klientech.
Aby byl Customer insight skutečným insightem, musí splňovat určité náležitosti. Měl by být něco:
- obecného
- obecně akceptovatelného
- významného
- současně skrytého (dosud „nevytěženého“ konkurencí)
- hlubokého
- ale zároveň jednoduchého

Customer insight není číslo, není to ani zjištění z klasického průzkumu trhu nebo výrok zákazníka (např. holicí pěnu používá v segmentu 40–50 let 70 % mužů).
Customer insight vzniká díky komplexní znalosti (někdy i díky kompletní neznalosti) dané oblasti. Může vycházet z kombinace zjištění z kvalitativních a kvantitativních průzkumů trhu, z pozorování zákaznického chování. Jedná se o prosté spojení základních myšlenek, k němuž dojde právě v daný okamžik. Člověk si řekne „heuréka“ a nebo „že já ... jsem na to nepřišel dřív“.
Insight může vzniknout ve „volné přírodě“, v ložnici a na jiných nepracovních místech. Občas i na opravdu produktivních workshopech, které se podaří jen několikrát do roka a obvykle při nich bolí hlava (vlivem myšlenkového bouření).

## Příklady ne-insightů (povrchních tvrzení, která nejdou do hloubky)
- děti jsou bezbranné
- staří lidé jsou osamělí
- tlačítka telefonů jsou titěrná
- software není „pro starý“
- doba je uspěchaná
- gadgets nejsou „easy to use“

Pravé insighty musí být natolik konkrétní a relevantní, aby na jejich základě šly vytvořit produkty a služby, které pokrývají danou zákaznickou potřebu a mají tak velký potenciál uspět na trhu.